# Hália
Na mitologia grega, Hália (Ἁλία) era irmã dos telquines, foi amada por Poseidon, com quem teve seis filhos homens e uma filha, Rode, que deu nome à ilha de Rodes.
Os filhos de Hália, porém, eram rapazes arrogantes e insolentes. Quando Afrodite foi impedida de aportar em Rodes por eles, ela, de vingança, fez com que eles se deitassem com a própria mãe e cometessem atos de violência contra os nativos.
Quando soube disso, Poseidon enterrou os próprios filhos em baixo da Terra, e Hália se jogou no mar.